# 河野郁太郎
河野 郁太郎（こうの いくたろう、1859年3月5日（安政6年2月1日） - 1919年（大正8年）1月6日）は、日本の政治家、衆議院議員（1期）。

## 経歴
山口県出身。農業を営む。加見村会議員、同村長、都濃郡会議員、同議長、山口県会議員となる。
1908年の第10回衆議院議員総選挙において山口県郡部から立憲政友会公認で立候補して当選した。衆議院議員を1期務め、1912年の第11回衆議院議員総選挙には出馬しなかった。1919年に死去した。